# X17 입자
X17 입자(영어: X17 particle)은 표준 모형으로 설명되지 않는 입자이다. Attila Krasznahorkay와 그의 동료들이 특정한 이례적인 측정 결과를 설명하기 위해 제안하였다. 제5의 힘의 매개 입자(힘 운반자) 일 수 있다.

## 같이 보기
- 액시온
- 입자 목록